# Hogna hickmani
Hogna hickmani este o specie de păianjeni din genul Hogna, familia Lycosidae, descrisă de Caporiacco, 1955.
Este endemică în Venezuela. Conform Catalogue of Life specia Hogna hickmani nu are subspecii cunoscute.